# Dallas Long

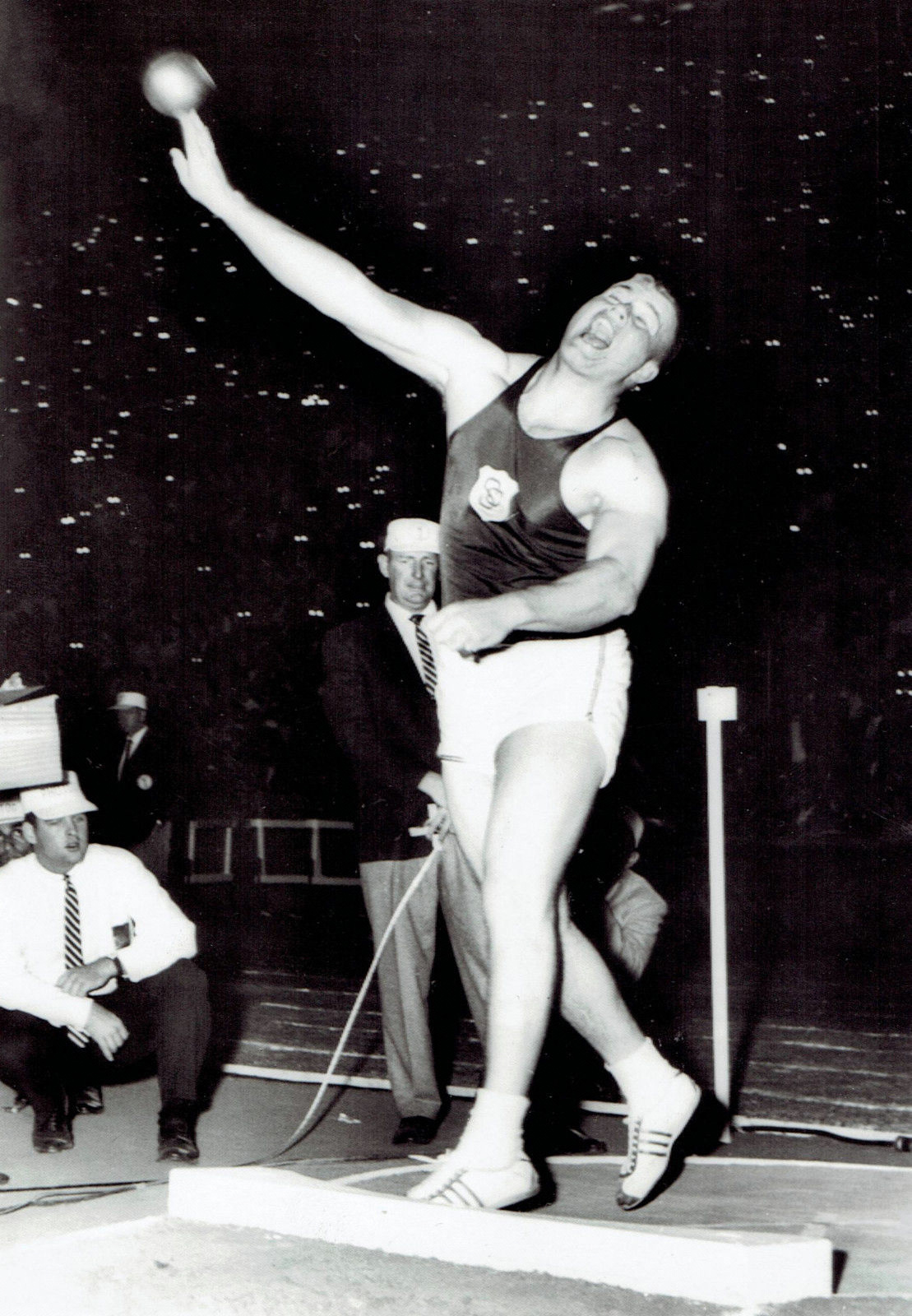
Dallas Long (1960)

Dallas Crutcher Long III. (* 13. Juni 1940 in Pine Bluff, Arkansas; † 10. November 2024 in Whitefish, Montana) war ein US-amerikanischer Kugelstoßer.

## Leben und Wirken
Dallas Long gelang es noch während seiner Highschool-Zeit mehrere Rekorde zu brechen. 1958 war er der amerikanische Highschool Sportler des Jahres.  Er wurde von der University of Southern California rekrutiert und erreichte hier seine Weltrekorde. Nach dem Bachelorstudium durfte er nach den Regeln der NCAA nicht mehr für die Universität starten, blieb aber in Los Angeles und bei seinem Trainer Verne Wolfe. Fortan startete er für die Southern California Striders. 1959 stieß er die Kugel auf eine Weite von 19,59 m. Bei den Olympischen Spielen 1960 in Rom erreichte er die Bronzemedaille, bei den darauf folgenden Sommerspielen 1964 in Tokio stieß er mit 20,33 m die Kugel am weitesten. 1961 war er amerikanischer Landesmeister im Kugelstoßen.
Mehrere Jahre hielt er den 1964 aufgestellten Weltrekord von 20,68 m.
Long schloss sein Studium an der University of Southern California mit dem Masterstudium ab und wurde wie sein Vater (und wie die Verantwortlichen der Striders) Arzt und Zahnarzt.  Vor seinen Rekorden ließ er sich von Milton Erickson, MD hypnotisieren.
Seit 1996 hat er einen Platz in der National Track and Field Hall of Fame.